# Einar Melling
Einar Melling (Lindås, 16 januari 1880 – 31 juli 1949) was een Noors organist, pianist en componist.

## Leven
Einar Andras Melling groeide op als pleegkind. Hij werd getroffen door een oogziekte en werd blind. Zijn opleiding verkreeg hij achtereenvolgens op de Blindenscholen Gløshaugen en Klæbu (waar pianolessen door Johan Unger Wolff begonnen), het Conservatorium van Oslo (met docenten Ludvig Mathias Lindeman, Christian Johnson en Catharinus Elling, 1887-1899), het Conservatorium van Leipzig (met aanbeveling door Edvard Grieg, 1899-1903). Hij woonde enige tijd in Dresden Ondanks dat hij blind was, trad hij vervolgens op als concertpianist in Scandinavië en Duitsland. Van zijn hand verscheen een aantal composities, maar hij was vooral bekend door zijn improvisaties op het orgel. Hij was organist van de 
- 1903: Ullernkerk
- 1910: Garnisonskerk
- 1914: Johanneskerk in Bergen
- 1917: Jacobskerk in Oslo
- 1924: Frognerkerk te Oslo.

Tevens was hij vanaf 1935 tot 1938 de vaste organist van het crematorium van Oslo.
Op 17 maart 1908 huwde hij violiste Dagny Magdalene Rabe (geboren 17 maart 1878), zus van pianiste Ernestine Rabe.

## Muziek
Hij gaf als componist enige pianocomposities en liederen af. Geen daarvan had daarvan eeuwigheidswaarde.
Enkele werken:
- opus 2: Thema met variaties
- opus 3: Zes lyrische stukken voor piano
- opus 4: Impromptu voor piano (1907)[2]
- opus 5: Kleine pianostukken, beelden van Barnets Verden

Enkele concerten:
- 13 augustus 1899 eerste publieke optreden[3]
- 4 oktober 1900: "Den blinden musiker Einar Melling" met Ottilia Kaurin en Lulli Lous in de concertzaal van Brødrene Hals
- 3 oktober 1901; concert waarbij hij zijn eigen Thema met variaties (Theme med variationer opus 2) uitvoerde alsmede Schmetterling en Erotik
- 15 april 1910: Concert met Ellen Gulbranson, Agnes Hanson-Hvoslef en Halfdan Rode
- 13 juni 1912: Kerkconcert met echtpaar Melling
- 27 oktober 1919: Concert met Bergliot Ibsen in Oslo

- Virtual International Authority File: 2574154260775224480006